# 四碘化碳
四碘化碳是四卤甲烷的一种，化學式為CI4，室温下为亮红色晶体，是少见的深色甲烷衍生物之一。其分子中仅含碳2%。

## 性质
四碘化碳分子为正四面体型，C-I键长为2.12±0.02Å，分子内I-I距离3.459±0.03Å，存在相互作用。四碘化碳对光和热不稳定，而且六碘乙烷尚未制得，原因可能与上述相互作用有关。
四碘化碳为单斜晶系，晶胞参数a = 22.39、b = 12.93、c = 25.85 (.10-1 nm)、β = 125.26°。
分子中四个C-I所产生的极性为正四面体结构所抵消，分子偶极矩为0。

## 反应
CI4可溶于非极性的有机溶剂中，与水则缓慢反应，生成碘仿及I2。见光或见热分解为四碘乙烯I2C=CI2。

## 合成
四碘化碳可由室温下AlCl3催化的卤素交换反应制得：
CCl4  + 4 EtI  →  CI4  +  4 EtCl
产物从溶液中结晶出来。

## 应用
有机合成中，CI4常与碱一起使用，用作碘化试剂。例如，四碘化碳、三苯基膦与酮反应，可将其转化为1,1-二碘代烯烃。与醇反应则可制取碘代烃，机理与以四氯化碳为原料的Appel反应类似。

## 安全
全卤代的有机化合物大多有毒。CI4具刺激性，应于0°C左右储存，其LD50为178mg.kg-1。

## 延伸阅读
- Sorros, H., Hinkam J. B. , “The Redistribution Reaction. XI. Application to the Preparation of Carbon Tetraiodide and Related Halides” Journal of the American Chemical Society 1945, 67, 1643. DOI.